# 交口乡 (三门峡市)
交口乡，是中华人民共和国河南省三門峽市湖滨区下辖的一个乡镇级行政单位。

## 行政区划
交口乡下辖以下地区：
交口村、富村、晁家庄村、南梁村、北梁村、杨家沟村、侯家沟村、朱家沟村、侯桥村、野鹿村、卢家店村和马家店村。